# Servicio Geológico Colombiano

Logo des Servicio Geológico Colombiano

Der Servicio Geológico Colombiano (SGC) ist der geologische Dienst von Kolumbien. Die Behörde hat ihren Sitz in Bogotá.

## Geschichte
Die institutionelle Geschichte des Geologischen Dienstes von Kolumbien begann im Dezember 1916 mit der Gründung der Comisión Científica Nacional (deutsch etwa: „Nationale Wissenschaftliche Kommission“). Ihre Hauptaufgaben bestanden in der Erstellung einer geologischen Erstkartierung des Landes und der Auffindung von Bodenschätzen. Häufige Erdbeben und Vulkanaktivitäten bedrohten wiederholt in manchen Regionen Kolumbiens das Leben und die Erwerbsgrundlagen der Bevölkerung. Besonders die Erdbeben von Nariño und Gachalá im Jahre 1923, die Ausbrüche des Vulkans Galeras von 1925 und Erdrutschereignisse, die 1933 zur Umsiedlung der Bevölkerung von La Paz (Departamento de Santander) und Sativanorte (Departamento de Boyacá) führten, gaben den Anlass für geowissenschaftliche Arbeiten zur Früherkennung und möglichen Folgenabschätzungen bezüglich solcher Naturereignisse.
Seit 1938 entwickelte sich in Kolumbien eine Bergbau- und Erdölindustrie. Die Regierung reagierte darauf mit der Gründung des Ministerio de Minas y Petróleos (Ministerium für Bergbau und Erdöl) und schuf aus der Comisión Científica Nacional den Servicio Geológico Nacional (Nationaler Geologischer Dienst).
In den 1950er Jahren nahm die institutionelle Entwicklung des Servicio Geológico Nacional und seine Außenwirkung stetig zu. Zusammen mit dem Instituto de Fomento Industrial (Institut für industrielle Entwicklung) war er an großen Industrialisierungsprojekten des Landes beteiligt, die zur Entdeckung von Eisen- und Kohlevorkommen in der Region um Paz de Río und dort zum Bau eines Stahlwerks führten, das erste in Kolumbien. Im selben Zeitraum entstanden eine nationale Zementindustrie, die Sodafabrik von Zipaquirá sowie das Laboratorio Químico Nacional. Wichtige Persönlichkeiten, die im Verlaufe dieser Phase die fachliche Entwicklung wesentlich mitgeprägt haben, waren der Kolumbianer Benjamín Alvarado Biester und der chilenisch-deutschstämmige Enrique Hubach.
1963 entschied sich das Land zu einer systematischen Bestandsaufnahme der Bodenschätze. Mit dem Inventario Minero Nacional entstand eine neue Institution, die parallel zum Geologischen Dienst eigene Erkundungen und Dokumentationen durchführte.
Das 1968 gegründete Instituto Nacional de Investigaciones Geológico-Mineras (INGEOMINAS) beendete die institutionelle Verteilung ähnlich gelagerter Zuständigkeiten. Es kam zu einer Fusion von Inventario Minero Nacional, Laboratorio Químico Nacional und Servicio Geológico Nacional. Diese Einrichtung war über mehrere Jahrzehnte die führende staatliche Institution zur Erforschung der geologischen Verhältnisse und der Bodenschätze in Kolumbien. Im Verlaufe einiger Strukturveränderungen wurde ihr Aufgabenprofil den jeweils aktuellen wirtschaftspolitischen Entwicklungen angepasst. Nach der Erdbebenkatastrophe von 1983 in Popayán und dem Ausbruch des Vulkans Nevado del Ruiz im Jahre 1985 kam es unter der Leitung von INGEOMINAS zur Errichtung des nationalen seismologischen Netzes und der vulkanologischen Observatorien in Kolumbien.
Der Servicio Geológico Colombiano wurde schließlich auf Grundlage des Gesetzes 4131 von 2011 als Nachfolgeeinrichtung des INGEOMINAS gegründet.

## Aufgaben
Der Geologische Dienst Kolumbiens trägt mit seinen Aktivitäten zur wirtschaftlichen und sozialen Entwicklung des Landes bei. Insbesondere soll das durch folgende Handlungsschwerpunkte erfüllt werden:
- Wissenschaftliche Grundlagenforschung bezüglich geowissenschaftlicher Fragestellungen auf dem kolumbianischen Territorium
- Erkundungen von Rohstoffvorkommen und ihres Umfangs
- Erforschung und Monitoring geologischer Gefahrenpotenziale und Bereitstellung diesbezüglicher Informationen für Risikomanagementmaßnahmen und spezifische raum- und umweltbezogene Fachplanungen
- Erforschung und Beschreibung rohstoffrelevanter Materialien
- Aufarbeitung und Bereitstellung geowissenschaftlicher Erkenntnisse über das Staatsgebiet
- Forschung über Nukleartechnologien
- Sichere Kontrolle über die Nutzung und Entsorgung nukleartechnischer und anderer radioaktiver Materialien im Land
- Fachpersonal zu entwickeln, um den institutionellen Auftrag und die Politikziele im Sinne des Entwicklungsbedarfs des Landes zu erfüllen

## Wissenschaftliche Sammlung, Museum

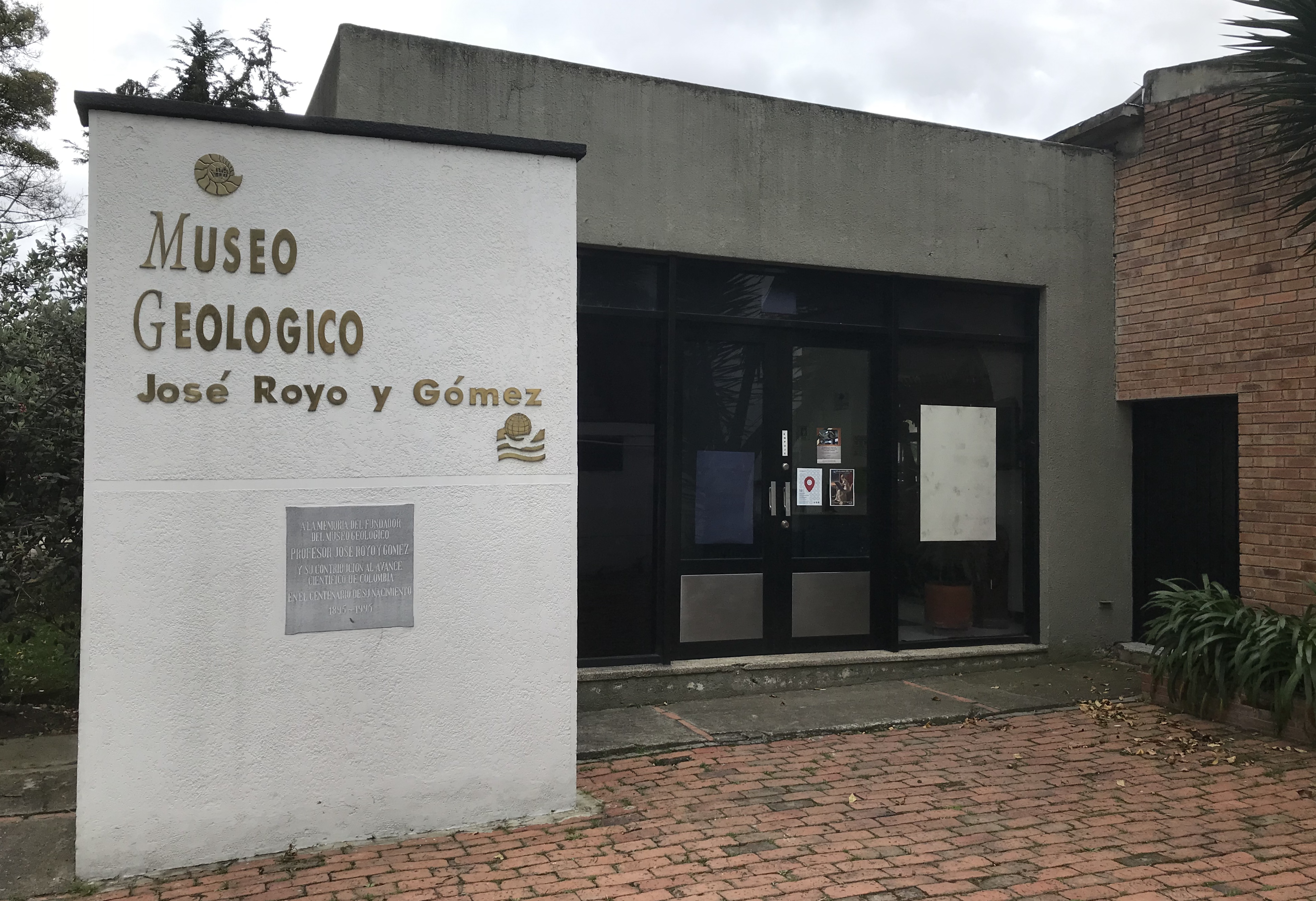
Eingang zum Geologischen Museum in Bogotá

Das Museo Geológico Nacional “José Royo y Gómez” ist in drei Sammlungsbereiche aufgeteilt, in denen Exponate fossiler Fundstücke, von Gesteinen und Mineralen aufbewahrt und gezeigt werden. Die Einrichtung unterhält Ausstellungsbereiche an zwei Standorten, in Bogotá (1938 gegründet) und in Cali (1991 gegründet).

## Galerie

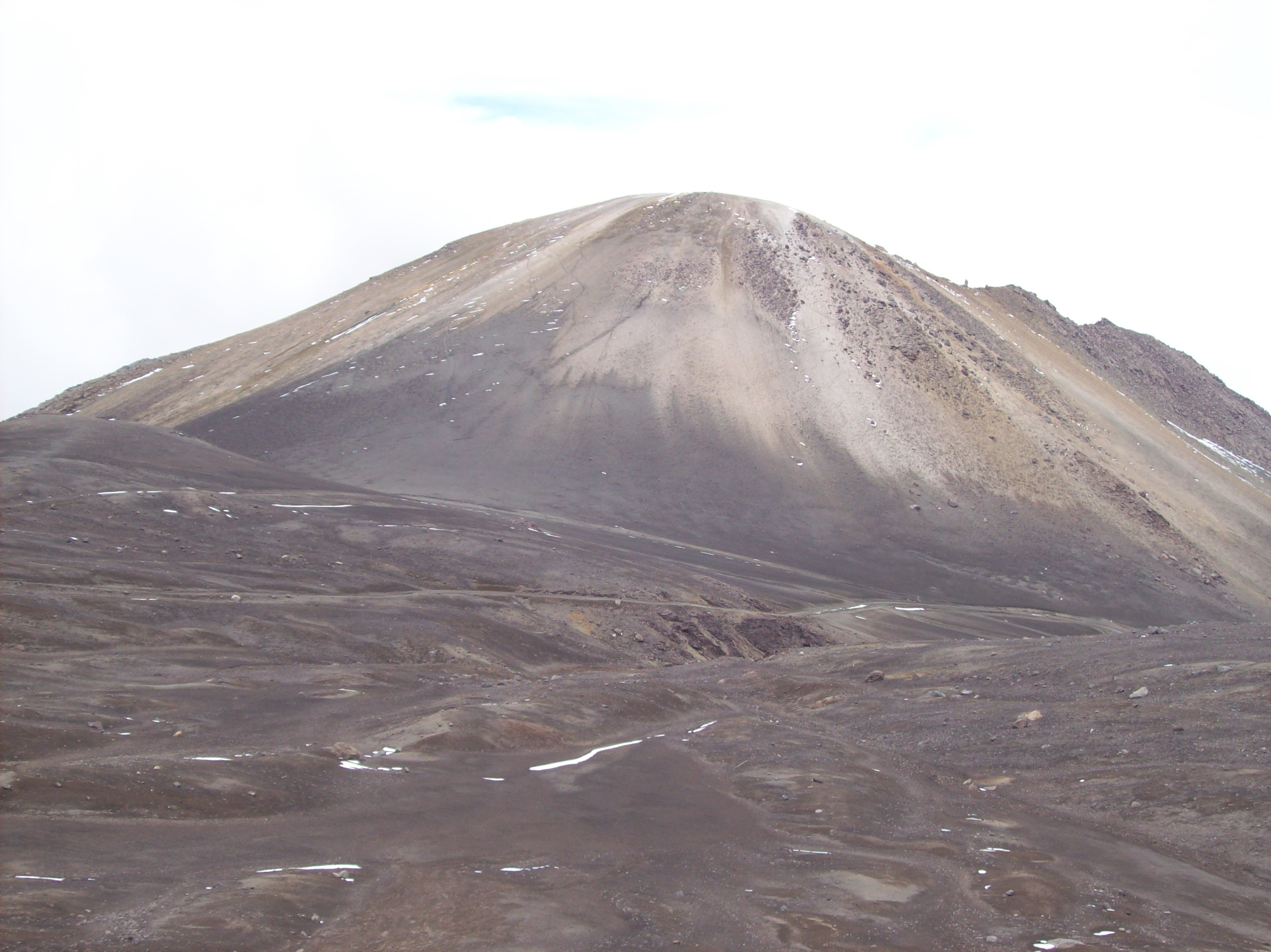
Kegel des Nevado del Ruiz (2011)
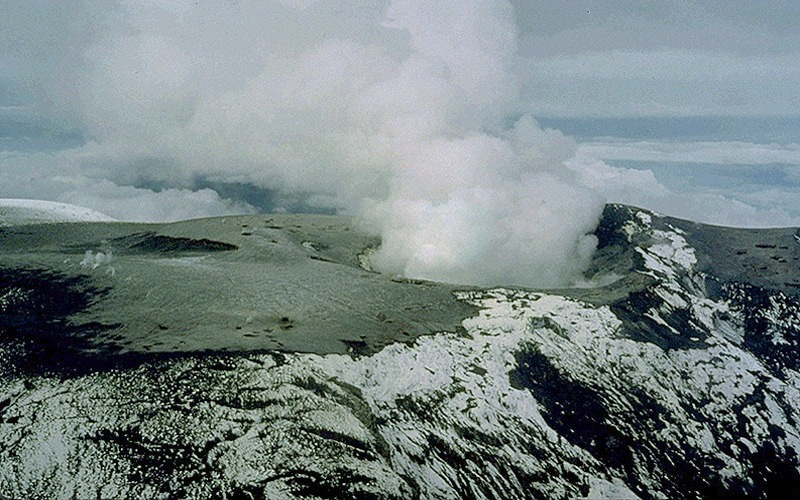
Aschenfelder am Krater des Nevado del Ruiz (1985)
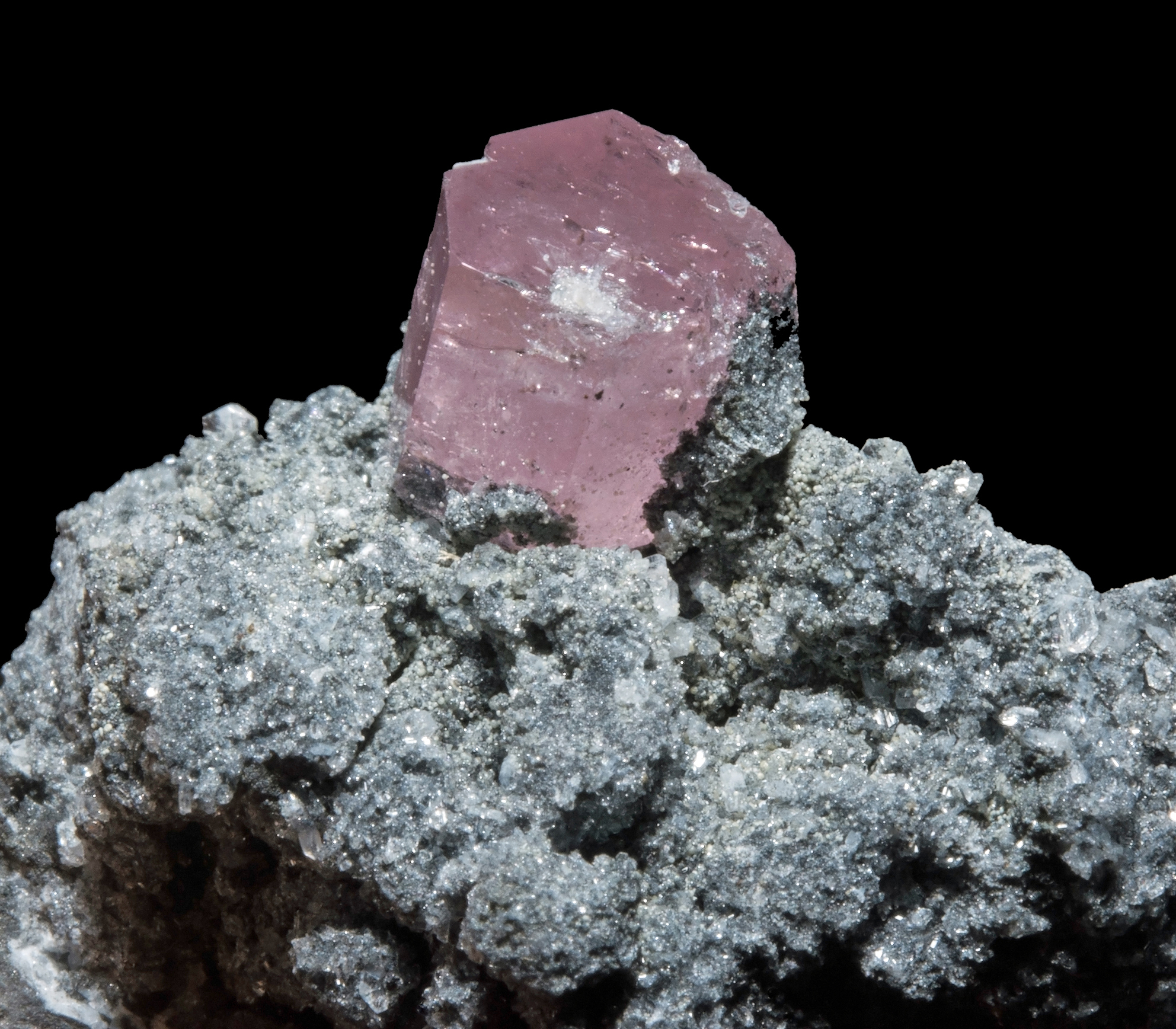
Apatitkristall aus der La-Marina-Mine, Departamento de Boyacá
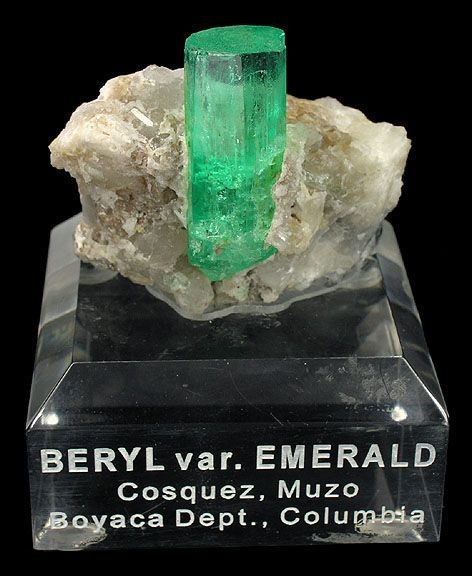
Beryll (grün) mit Calcit aus der Cosquez-Mine, Departamento de Boyacá

## Periodika
- Boletín Geológico; Instituto Geológico Nacional Bogotá (1953 / Vol. 1 bis 1958 / Vol. 5.2)
- Boletín geológico; Colombia – Servicio Geológico Nacional (1959 / Vol. 5.3 bis 1968 / Vol. 16)
- Boletín geológico; Instituto Nacional de Investigaciones Geológico-Mineras (1969 / Vol. 17 bis heute)[4]
- Revista Investigaciones y Aplicaciones Nucleares (seit 1986 / Vol. 1)